# Xaltianguis, Guerrero
Xaltianguis är en ort i Mexiko.   Den ligger i kommunen Acapulco de Juárez och delstaten Guerrero, i den södra delen av landet, 270 km söder om huvudstaden Mexico City. Xaltianguis ligger 543 meter över havet och antalet invånare är 6 933.
Terrängen runt Xaltianguis är varierad. Runt Xaltianguis är det tätbefolkat, med 397 invånare per kvadratkilometer. Xaltianguis är det största samhället i trakten. Omgivningarna runt Xaltianguis är en mosaik av jordbruksmark och naturlig växtlighet.